# Clube Desportivo Feirense 2011-2012
Questa voce raccoglie le informazioni riguardanti il Clube Desportivo Feirense nelle competizioni ufficiali della stagione 2011-2012. 

## Rosa
| N. |                       | Ruolo | Calciatore        |
| -- | --------------------- | ----- | ----------------- |
| 1  | Portogallo (bandiera) | P     | Paulo Lopes       |
| 3  | Brasile (bandiera)    | D     | Jeferson          |
| 4  | Brasile (bandiera)    | D     | Luciano           |
| 6  | Portogallo (bandiera) | D     | Pedro Queirós     |
| 7  | Portogallo (bandiera) | C     | Diogo Cunha       |
| 8  | Portogallo (bandiera) | C     | Serginho          |
| 9  | Portogallo (bandiera) | C     | Alexandre Ludovic |
| 10 | Portogallo (bandiera) | A     | Miguel Pedro      |
| 11 | Brasile (bandiera)    | C     | Thiago            |
| 12 | Camerun (bandiera)    | P     | Douglas Pajetat   |
| 13 | Portogallo (bandiera) | D     | Mika              |
| 14 | Portogallo (bandiera) | A     | Jonathan          |
| 15 | Brasile (bandiera)    | A     | Uanderson         |

| N. |                           | Ruolo | Calciatore      |
| -- | ------------------------- | ----- | --------------- |
| 17 | Portogallo (bandiera)     | C     | Cris            |
| 18 | Capo Verde (bandiera)     | C     | Sténio          |
| 19 | Portogallo (bandiera)     | A     | Rabiola         |
| 22 | Capo Verde (bandiera)     | D     | Stopira         |
| 23 | Portogallo (bandiera)     | A     | Diogo Rosado    |
| 24 | Portogallo (bandiera)     | P     | Miguel          |
| 26 | Costa d'Avorio (bandiera) | C     | Siaka Bamba     |
| 27 | Portogallo (bandiera)     | C     | André Fontes    |
| 28 | Germania (bandiera)       | C     | Bastian Hohmann |
| 29 | Francia (bandiera)        | A     | Bédi Buval      |
| 30 | Portogallo (bandiera)     | A     | Carlos Fonseca  |
| 33 | Portogallo (bandiera)     | D     | Henrique        |